# 1460'erne
Århundreder: 14. århundrede – 15. århundrede – 16. århundrede
Årtier: 1410'erne 1420'erne 1430'erne 1440'erne 1450'erne – 1460'erne – 1470'erne 1480'erne 1490'erne 1500'erne 1510'erne
År: 1460 1461 1462 1463 1464 1465 1466 1467 1468 1469
Begivenheder
Personer